# 陈志敏 (外交学家)
陈志敏，复旦大学教授、副校长，主要从事国际关系理论、外交研究和欧盟研究。任中华人民共和国教育部2016年度"长江学者"特聘教授，曾获得中国国家级教学成果二等奖。